# Tysse
Tysse är centralorten i Samnangers kommun i Vestland fylke i västra Norge. Orten ingår i tätorten Haga som hade 1 074 invånare  den 1 januari 2012.
Tysse ligger vid utmynningen av Tysseekva, innerst i Samnangerfjorden. Fylkesväg 48 passerar orten.
Centralorten har en skola, bibliotek, tandläkare osv. I samband med att orten utsågs till Tusenårssted i juni 2005 har man etablerat en kultur- och aktivitetsplats på orten.

## Historia
Våren 1941 köpte A/S Safa-Samnanger Fabrikker upp egendomar i Tysse och startade strumpfabriken AS Safa. Anledningen att valet föll på Tysse var dess närhet till vattnet och textiltraditionerna i området. 1991 flyttades dock en stor del av produktionen till Litauen och man har för tillfället 230 anställda.